# P+natts
P+natts（ピープラスナッツ、愛称：ピーナッツ）は、南海電気鉄道（南海）が発行しているフリーペーパーで『NATTS』の姉妹紙である。取材・編集は京阪神エルマガジン社が担当している。

## 概要
2006年7月20日に創刊号を発行した（それ以前に、準備号を二冊発行していた）。親元の『NATTS』とは違い、女性向けの内容で統一されている。『NATTS』内にも食べ物系の話題があるが、こちらは女性でも行きやすい飲食店や体に優しいレシピが掲載されている。
2008年11月時点では、無料で13万部が発行されている。

## 創刊号に掲載された内容
- 2 - 6ページ：「おいしいもの、いっぱい。」女性専用やカップルで行くことができる店を紹介している。4・5ページにはレシピも記載されている。
- 7 - 11ページ：P+○（○の中にはGoodsやSweetsが入る）で、今月お薦めの商品や食べ物が紹介されているが、丸々1ページが宣伝に当てられている部分もある。
- 13ページ：京都市の川床がある店が3店紹介されている。
- 14ページ：P+PersonとP+ENTERTAINMENTが紹介されている。創刊号は女優の上野樹里が登場している。
- 15ページ：占いやプレゼントが掲載されている。ただし、プレゼントに応募するには19 - 35歳の女性かつ「P+natts会員」であることが条件になっている。
- 16ページ：『NATTS』と同じく一面が広告にあてられていることがある（創刊号は全面広告）。

## 『P+natts』が配布されている駅・施設
働く女性向けのため、『NATTS』よりも配布駅・施設が少ない。
南海本線・南海空港線
難波駅・新今宮駅・天下茶屋駅・堺駅・羽衣駅・泉大津駅・岸和田駅・貝塚駅・泉佐野駅・尾崎駅・和歌山市駅・関西空港駅
南海高野線・泉北高速鉄道
堺東駅・三国ヶ丘駅・中百舌鳥駅・北野田駅・金剛駅・河内長野駅・三日市町駅・林間田園都市駅・泉ヶ丘駅・栂・美木多駅・光明池駅・和泉中央駅
大阪高速鉄道（大阪モノレール）
千里中央駅・南茨木駅・門真市駅・大阪空港駅
阪神電気鉄道
阪神本線・阪神なんば線全駅
商業施設
なんばパークス・なんばCITY

### 無料お届けサービス
南海沿線外でも大阪府内全域のオフィスまたは美容院に5部単位で無料配達するサービスがある。部数の上限は女性従業員の人数に合わせる必要がある。